# Peri (Francia)
Peri (in corso Peri) è un comune francese di 1 756 abitanti situato nel dipartimento della Corsica del Sud nella regione della Corsica.

## Società

### Evoluzione demografica
Abitanti censiti